# Amorphophallus prolificus
Amorphophallus prolificus är en kallaväxtart som beskrevs av Wilbert Leonard Anna Hetterscheid och A.Galloway. Amorphophallus prolificus ingår i släktet Amorphophallus och familjen kallaväxter. Inga underarter finns listade.